# بني عمران (إيونان)
بني عمران هي إحدى مشيخات المملكة المغربية، تتبع جغرافيا لإقليم شفشاون وإداريًا لإيونان. يقدر عدد سكانها بـ 6152 نسمة حسب الإحصاء الرسمي للسكان والسكنى لسنة 2004.